# Ромберг, Патрисия
Патрисия Ромберг (нем. Patricia Rhomberg, род. 15 сентября 1953, Вена, Австрия) — порноактриса 1970-х годов.

## Начало карьеры
Ромберг работала фельдшером, когда познакомилась с немецким режиссёром Гансом Биллианом и начала с ним отношения.
В 1975 году она снялась в первом хардкорном полнометражном немецком порнофильме «Пчелиный яд в любовном гнездышке» (облегчённая версия была названа «В гостинице с крутыми оленями», также известный как «Горничная любит делать это») режиссёра Биллиана, где она играла Грациэллу Шилл. По сюжету женщина преследует престарелого мужа, который обманул свою жену. В этом фильме она не совершала хардкорных действий: самый откровенный сексуальный акт — это фут-джоб.

## Жозефина Муценбахер
В 1976 году Биллиан дал ей главную роль, отчасти потому, что она говорила на соответствующем диалекте. В первой части фильма «Жозефина Муценбахер — Какой она была на самом деле» (в английском варианте «Потрясающая Жанин»), в котором она играет венскую проститутку Жозефину Муценбахер. Этот фильм принес ей известность в Германии. Возраст Жозефины в романе 14 лет, но в сценарии фильма возраст не упоминается.
Джим Холлидей охарактеризовал этот фильм как «безусловно лучший и самый точный из нескольких фильмов, основанных на жизни и приключениях легендарной венской мадам Жозефины Муценбахер» и его «на все времена иностранным любимым фильмом для взрослых». Фильм «Потрясающая Жанин», был одним из самых успешных зарубежных фильмов с рейтингом X, когда-либо пересекавших Атлантику и сегодня считается одним из лучших фильмов всех времён.

## Закат карьеры
В 1977 году она снялась в фильме «Казимир, клеящий кукушку». Её ролью была Лариса Хольм, «весёлая» молодая женщина, которая соглашается с Казимиром Цвикельхубером (которого играет Зепп Гнайсль) заниматься проституцией, чтобы выплатить некоторые долги. В этот период она снималась в работах режиссёра Биллиана, таких как «Венера в шелке» и «Чёрный оргазм», которые были среди первых примеров межрасовой порнографии в немецкой порно сцене. Помимо актёрской работы, она также работала декоратором для других фильмов Биллиана.
В 1978 году она порвала с Биллианом и вернулась к своей первоначальной профессии.